# Croizatia
Croizatia Steyerm., 1952 è un genere di piante della famiglia Phyllanthaceae.

## Etimologia
Il nome del genere è un omaggio al botanico Léon Croizat (1894–1992).

## Distribuzione e habitat
Il genere è diffuso a Panama, Colombia, Ecuador e Venezuela.

## Tassonomia
Il genere veniva in passato assegnato alla sottofamiglia Oldfieldioideae delle Euphorbiaceae, come unico genere della tribù Croizatieae.
In atto la classificazione APG assegna il genere alle Phyllanthaceae (sottofamiglia Phyllanthoideae, 
tribù Bridelieae, sottotribù Saviinae).
Il genere comprende le seguenti specie:
- Croizatia brevipetiolata (Secco) Dorr
- Croizatia cimalonia Cerón & G.L.Webster
- Croizatia naiguatensis Steyerm.
- Croizatia neotropica Steyerm.
- Croizatia panamensis G.L.Webster